# Casa d'Hipòlit Montseny
La Casa d'Hipòlit Montseny o cal Montseny, a Reus, és una edifici racionalista inclòs en l'Inventari del Patrimoni Arquitectònic de Catalunya.

## Descripció
És un edifici entre mitgeres i cantoner, de forma rectangular. Les façanes són planes i en les tres últimes plantes hi ha un balcó corregut començant en el carrer de Colom fins a acabar en una tribuna circular a la cantonada amb el carrer Ample. Hi ha tres petits balcons semicirculars en el costat del carrer Ample.
La planta baixa i l'entresòl presenten obertures sobre la façana plana formant el sòcol. Les finestres de l'entresòl són separades per maons d'obra vista. La coberta és plana i està envoltada per una barana metàl·lica idèntica que la dels balcons semicirculars. Els murs són arrebossats i pintats dibuixant ratlles horitzontals. Presenta persianes enrotllades de fusta. En aquest edifici la tribuna i el balcó corregut té gran intenció i valor. L'arquitecte va ser Antoni Sardà entre els anys 1934 i 1935, que no va signar l'obra, sinó Pere Caselles, l'arquitecte municipal jubilat feia uns anys.

## Història
Hipòlit Montseny, el propietari de la casa, era un important fabricant de ceràmica decorativa de Reus. Les seves peces van decorar Cal Navàs i altres edificis modernistes de la ciutat. El seu taller, que encara es conserva, és al mateix carrer de Colon, als números 8-14. Aquesta casa de 1935 és la primera d'un seguit d'edificis que va projectar Antoni Sardà, amb un concepte arquitectural similar per la forma, on va saber resoldre les difícils condicions dels solars on havia de treballar, petits i mal orientats. Els edificis, (els altres són ca les Corts, al raval de santa Anna i la del carrer de Prat de la Riba, 14) són cantoners i tenen tribunes molt vistoses, tancades amb vidres corbats i persianes enrotllables de fusta.